# Laverda

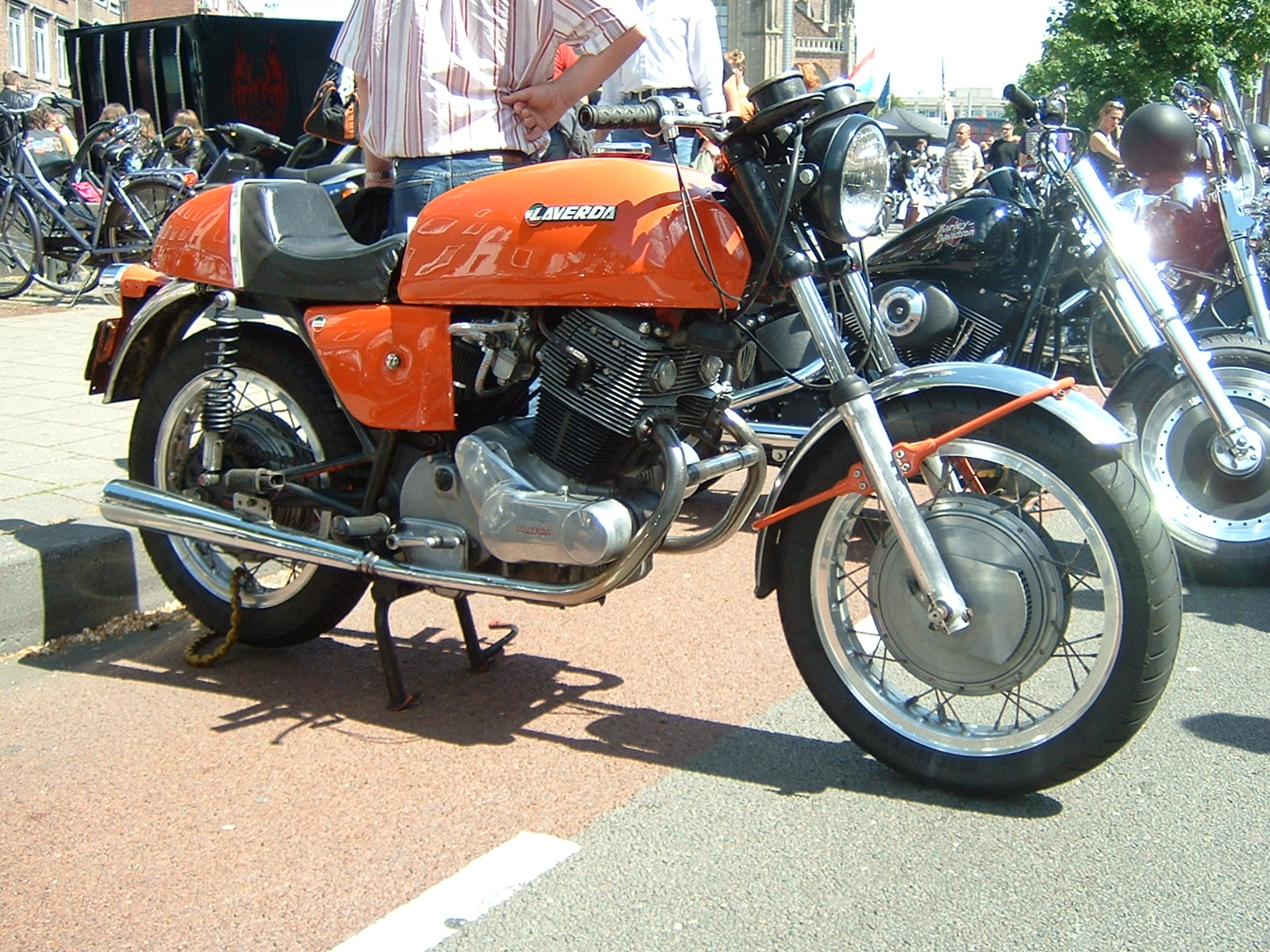
Laverda 750 SF de 1972.

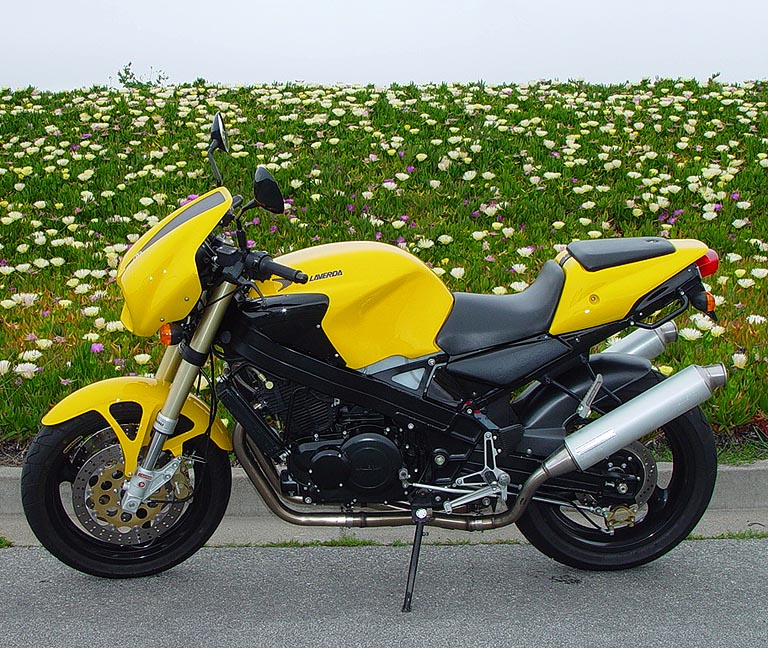
Laverda Ghost Strike de 1998.

Laverda es una compañía italiana fabricante de motocicletas, fundada en Breganze, provincia de Vicenza en 1949 por Francesco Laverda. En el año 2000 fue comprada por Aprilia, siendo esta misma adquirida cuatro años después por el Grupo Piaggio, que en la actualidad dispone de seis marcas italianas (Aprilia, Gilera, Moto Guzzi, Piaggio, Vespa y Laverda) y una española (Derbi) siendo el cuarto mayor fabricante de motocicletas del mundo.

## Historia
El origen de Laverda se remonta a 1873, cuando Pietro Laverda fundó una empresa dedicada a la construcción de maquinaria agrícola. De hecho, las cosechadoras Laverda siguen en producción hoy en día, como se puede comprobar en su página web Archivado el 17 de marzo de 2018 en Wayback Machine.. Tres cuartos de siglo más tarde, su nieto Francesco, tras mantener el negocio familiar decidió crear junto a sus hermanos la empresa Moto Laverda S.A.S - Dottore Francesco Laverda e fratelli, cuyo objetivo era la fabricación de motocicletas.
Siguiendo la tónica de la mayoría de fabricantes europeos supervivientes, en la década de 1980 se entró en una espiral de descenso de ventas y falta de innovación debido a la pujanza de los modelos japoneses, especialmente los de Yamaha y Honda, cuya calidad e innovación no podía ser seguida en Europa. En 1985 cesó su actividad.
Ocho años más tarde, en 1993, el millonario Francesco Tognon compró todos los activos de Laverda y relanzó la marca, creándose modelos basados en motores previos, de reconocida fiabilidad, pero con una parte ciclo de alta calidad, como llantas Marchesini, suspensiones Paioli e incluso White Power, inyección electrónica Weber-Marelli o frenos Brembo. Por desgracia, los motores desarrollaban escasa potencia, y este renacimiento sólo duró cinco años.
Sin embargo, en el año 2000, Aprilia adquirió la marca, lo que para los seguidores de Laverda fue su peor momento. Aprilia lanzó ciclomotores asiáticos bajo la marca Laverda, canceló los proyectos en desarrollo y creando un único modelo de motocicleta de altas prestaciones, tan similar a la Aprilia RSV que fue denominado sarcásticamente Laprilia.
En 2004 el mismo grupo Aprilia fue absorbido por Piaggio, y en última instancia se decidió detener toda actividad de Laverda. En la actualidad sólo su página web sigue activa, y la venta de la marca está aceptada por la dirección de Piaggio, a la espera de un comprador.